# Đại học Tiểu bang Texas
Đại học Bang Texas (Texas State University hay viết tắt là TXST) là một trường đại học nghiên cứu công lập với cơ sở chính ở San Marcos, Texas và một cơ sở khác ở Round Rock. Kể từ khi thành lập vào năm 1899, trường đã phát triển thành một trong những trường đại học lớn nhất Hoa Kỳ.
Địa chỉ của trường: 601 University Dr, San Marcos, TX 78666, United States.

## Lịch sử
Được cấp phép thành lập bởi Cơ quan lập pháp Texas (Texas Legislature) vào năm 1899, Trường Sư phạm Tây Nam Tiểu bang Texas (Southwest Texas State Normal School) mở cửa vào năm 1903. Trong thế kỷ đầu tiên, Cơ quan Lập pháp vẫn giữ nguyên tên gọi của khu vực Tây Nam trong tên trường, nhưng khi nhiệm vụ của nó thay đổi, nó trở thành Trường Cao đẳng Sư phạm (Normal College) đầu tiên, sau đó là Cao đẳng Sư phạm (Teachers College), Cao đẳng (College) và Đại học (University). Những thay đổi này phản ánh sự chuyển đổi từ một cơ sở đào tạo giáo viên sang một trường đại học khu vực. Năm 2003, Cơ quan lập pháp đã bỏ tên gọi khu vực và trường đã đổi tên trở thành Đại học Bang Texas-San Marcos (Texas State University-San Marcos), và vào năm 2013, tên địa điểm San Marcos đã bị loại bỏ khi Đại học Bang Texas trở thành một trường đại học nghiên cứu mới nổi trong bang, mang tên Đại học Bang Texas - Texas State University, viết tắt là TXST.

Logo trường Đại học Bang Texas

## Thứ hạng
Trường có thứ hạng 280 trong bảng xếp hạng các trường Đại học Quốc gia hàng đầu Hoa Kỳ năm 2024, theo bảng xếp hạng U.S. News & World Report.

## Chi phí học tập và học bổng
Trường có chi phí học tập trong một năm là 20,000$ với sinh viên ngoài tiểu bang Texas, bao gồm cả sinh viên quốc tế (non-resident), và 10,000$ với sinh viên là cư dân bang Texas. Học phí này áp dụng cho bậc Đại học, với 12 tín chỉ học tập/năm.
Sinh viên cũng có khả năng nhận các học bổng và hỗ trợ tài chính khi đáp ứng các điều kiện học bổng của trường.

## Văn phòng tuyển sinh quốc tế
Trường duy trì văn phòng tuyển sinh quốc tế tại một số quốc gia, trong đó có một Văn phòng Tuyển sinh Quốc tế khu vực Đông Nam Á và Việt Nam, đặt tại TP. Hồ Chí Minh, Việt Nam, nhằm mở rộng mối quan hệ hợp tác với các đối tác, đại học tại khu vực.